# UCI-Mountainbike-Eliminator-Weltcup 2019
Beim UCI-Mountainbike-Eliminator-Weltcup 2019 wurden durch die Union Cycliste Internationale die Weltcupsieger im Cross-Country Eliminator ermittelt.

## Ablauf
Der Weltcup wurde wiederum durch City Mountainbike im Auftrag der UCI organisiert. Auch diesmal enthielt die ursprünglich bekanntgegebene Planung acht Läufe. Der Lauf im US-amerikanischen Columbus wurde aus unbekannten Gründen nicht durchgeführt. Der Lauf im belgischen Waregem wurde kurzfristig zur Weltmeisterschaft umfunktioniert, nachdem der Eliminator aus dem Programm der Urban-Cycling-Weltmeisterschaften 2019 gestrichen worden war. Damit verblieben die folgenden sechs Termine:
- Barcelona: 23. März
- Villard-de-Lans: 31. Mai
- Volterra: 15. Juni
- Valkenswaard: 18. August
- Winterberg: 15. September
- Graz: 20. September

Bei allen Läufen gab es je einen Wettbewerb für Frauen und für Männer. Ein Sieg zählte 60 Punkte fürs Gesamtklassement. Der Lauf von Winterberg fand im Gegensatz zu den Vorjahren im Stadtzentrum rund um den Marktplatz statt. Schauplatz in Graz war wie zuvor der Karmeliterplatz.

## Männer
| # | Datum         | Ort             | Erster            | Zweiter               | Dritter               |
| - | ------------- | --------------- | ----------------- | --------------------- | --------------------- |
| 1 | 23. März      | Barcelona       | Jeroen van Eck    | Alberto Mingorance    | Felix Klausmann       |
| 2 | 31. Mai       | Villard-de-Lans | Hugo Briatta      | Felix Klausmann       | Titouan Perrin-Ganier |
| 3 | 15. Juni      | Volterra        | Hugo Briatta      | Jeroen van Eck        | Titouan Perrin-Ganier |
| 4 | 18. August    | Valkenswaard    | Simon Gegenheimer | Titouan Perrin-Ganier | Lehvi Braam           |
| 5 | 15. September | Winterberg      | Fabrice Mels      | Hugo Briatta          | Titouan Perrin-Ganier |
| 6 | 20. September | Graz            | Hugo Briatta      | Titouan Perrin-Ganier | Jeroen van Eck        |

Gesamtwertung
| Platz | Name                  | Punkte |
| ----- | --------------------- | ------ |
| 1     | Hugo Briatta          | 248    |
| 2     | Titouan Perrin-Ganier | 195    |
| 3     | Jeroen van Eck        | 175    |
| 4     | Simon Gegenheimer     | 119    |
| 5     | Felix Klausmann       | 114    |
| 6     | Fabrice Mels          | 76     |

## Frauen
| # | Datum         | Ort             | Erste             | Zweite            | Dritte              |
| - | ------------- | --------------- | ----------------- | ----------------- | ------------------- |
| 1 | 23. März      | Barcelona       | Marion Fromberger | Ella Holmegård    | Ingrid Bøe Jacobsen |
| 2 | 31. Mai       | Villard-de-Lans | Gaia Tormena      | Magdalena Duran   | Manon Wimmer        |
| 3 | 15. Juni      | Volterra        | Gaia Tormena      | Iryna Popowa      | Laurie Vezie        |
| 4 | 18. August    | Valkenswaard    | Ella Holmegård    | Clara Brehm       | Didi de Vries       |
| 5 | 15. September | Winterberg      | Gaia Tormena      | Marion Fromberger | Ella Holmegård      |
| 6 | 20. September | Graz            | Ella Holmegård    | Gaia Tormena      | Iryna Popowa        |

Gesamtwertung
| Platz | Name              | Punkte |
| ----- | ----------------- | ------ |
| 1     | Gaia Tormena      | 228    |
| 2     | Ella Holmegård    | 196    |
| 3     | Marion Fromberger | 152    |
| 4     | Iryna Popowa      | 137    |
| 5     | Clara Brehm       | 94     |
| 6     | Magdalena Duran   | 78     |